# 北アフリカの先史時代

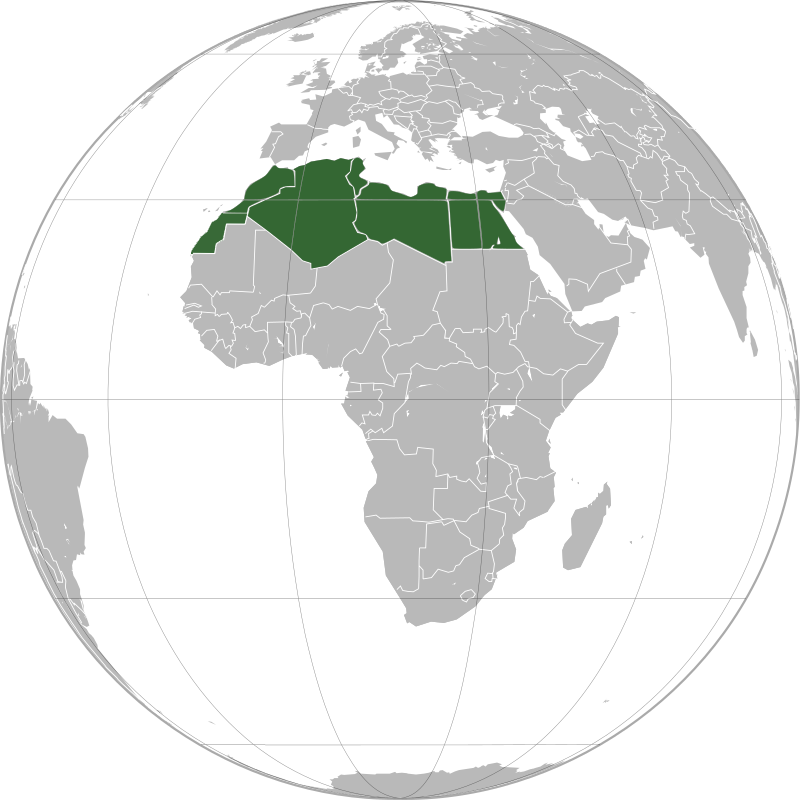
北アフリカは、サハラ砂漠と地中海の間に位置する6つの国または地域（アルジェリア、エジプト、リビア、モロッコ、チュニジア、西サハラ）で構成されている。
北アフリカの領域

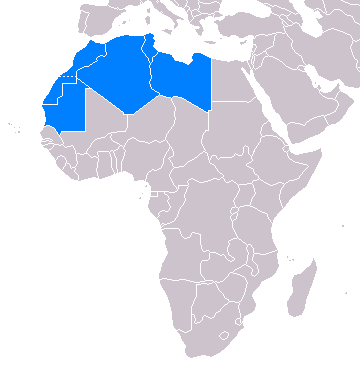
青い部分がマグリブと呼ばれる地域である

北アフリカの先史時代（きたアフリカのせんしじだい）では、北アフリカにおける先史時代について概説する。すなわち、人類の活動開始から古典古代のマグリブ（旧称タマズガ）での歴史が始まる（つまり先史時代が終了する）までである。同地域では、人類（ホモ・サピエンス）が約30万年前から、現在のモロッコのジェベル・イルードに存在していたことや、ナイル峡谷（古代エジプトにおける峡谷、今日のナイル川）が古代オリエントと同様新石器時代、青銅器時代、鉄器時代の発展に寄与したことが分かっている。マグリブは紀元前6〜5千年頃までは中石器時代の段階に留まり、鉄器時代初期にフェニキア人が地中海沿岸に植民したのを皮切りに、紀元前1100年頃から新石器時代、鉄器時代のものへと文化が急速に移行していった。

## サハラの気候変動と人間の移動

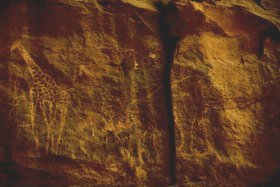
サハラ中央部のタッシリ・ナジェールで発見された、湿潤期のサハラでは一般的さった動物の彫刻

北アフリカの人類は、サハラ砂漠の気候に大きな影響を受けており、過去数十万年の間に雨の多い時期と少ない時期との間で大きな変動があった。これは、地軸の傾きが22°から24.5°の間で変化する41000年の軸傾（赤道傾斜角の変動）サイクルによるものである。現在（西暦2000年）は乾期だが、15000年後（西暦17000年）にはサハラ砂漠が再び緑になるとの予想がある。
最終氷期には、サハラは現在よりもはるかに大きく、現在の境界よりも更に南まで伸びていた。氷河期の終わった紀元前8000年頃からの2000年間は、崩壊しつつあった北側の氷床の上に低気圧が発生したために比較的多くの雨が降ったと考えられる。氷床がなくなると、北にあったサハラは乾燥し、砂漠と化した。サハラ南部では、当初はモンスーンによって乾燥傾向が打ち消されることで、現在よりも北の地域で雨が降った。しかし、紀元前4200年ごろまでには、モンスーンが現在の位置まで南下し、サハラは徐々に砂漠化していったという。現在、サハラは約1万3千年前と同じ程度の乾燥をしている。
このような北アフリカ一帯の気候と人類を含めた動物の移動との関係を考える上で、サハラ・ポンプ説（Sahara pump theory）と呼ばれる仮説が存在する。これによると、湿潤な時期のサハラは、サバンナの草原となり、多様な動植物が生息するようになる。しかし、乾燥化が進むと、サハラも砂漠化し、動植物は北のアトラス山脈、南の西アフリカ、あるいは東のナイル川流域へ、ポンプのように押し出されることとなる。人類の進化の観点から、サハラ・ポンプ仮説はアフリカからの人類の移住（「出アフリカ」）の以下の4つの年代測定に使用されてきた。
- ホモ・エレクトス（ホモ・エルガステル）の東南アジア・東アジアへの移動
- ホモ・ハイデルベルゲンシスの中東・西欧への移動
- ホモ・サピエンス・サピエンスによる「アフリカ単一起源」
- アフロ・アジア語族の普及（北アフリカのベルベル語とエジプト語、アラビア半島と中東のセム語）。

## 中期旧石器時代以前

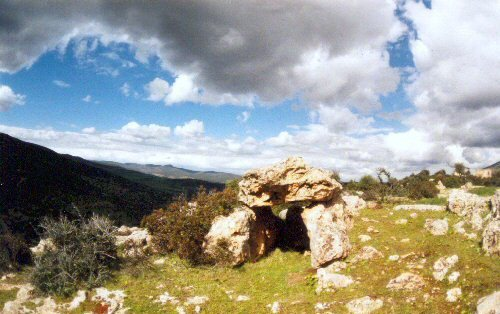
アルジェリア、ゲルマ県のロックニア（Roknia）にあるドルメン。ロックニアを含むゲルマ県にはネクロポリスがあり、全体で7000以上のドルメンがある。

北アフリカ中部の初期の人類は重要な遺物を残しており、例えば、北アフリカにおけるヒト科動物（Hominid）の初期の居住跡は、アルジェリア北東部のセティフ県のアイン・エル・ハネック（Ain el Hanech）から前20万年頃のものが発見されている。より最近の調査では、同地からオルドワン文化の痕跡が見つかっており、最大で前180万年前のものであると年代測定で示されている。また、北アフリカにおけるホモ・サピエンスの最も古い定住は約16万年前のことであったとする研究もある。またある資料は、北アフリカが中期旧石器時代の剥片石器技術の発展が最も強く見られた場所であるとしている。
また、北アフリカ（エジプトのナズレット・サバハ（Nazlet Sabaha））の人類が、10万年前には恐らく道具として使用するためにチャートの採掘を行っていたことが分かっている。

## 後期旧石器時代・中石器時代

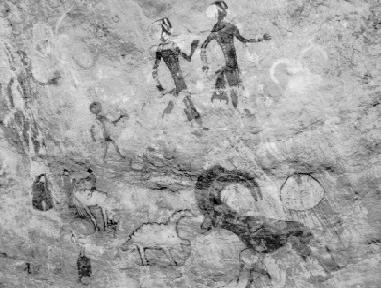
サハラのタッシリ・ナジェールで見つかった新石器時代の洞窟壁画

北アフリカ最古のブレード産業は、イベロマウルス文化やオラン文化（アルジェリア北西部オラン近郊の遺跡に因む）に属するもので、紀元前15,000年から紀元前10,000年の間に北アフリカの海岸地域全体に広がったと思われる。旧石器時代が終わると、紀元前9000年から紀元前5000年にかけては、カプサ文化が出現し、既存のイベロマウルス文化に影響を及ぼすようになり、紀元前3000年頃以降になると、地域全体で単一文化の遺跡が見られるようになる。動物の家畜化と自給自足農業とする新石器時代の社会は、紀元前6000年から2000年の間にレバント、サハラ、北アフリカに広がった。新石器時代の洞窟壁画としてはタッシリ・ナジェールのものがとくに有名である（Neolithic Subpluvialも参照）。

## 新石器時代
新石器時代に入ると、エジプトではナイルの人口が増加し、全体的にもタッシリ・ナジェールなどの洞窟壁画が増加した。同時代には魚、水鳥、淡水棲の軟体動物、齧歯目動物、カバ、ワニの個体数が増加がみられた。豊かになった水生動物は、当時すでに筏、ボート、堰、罠、銛、網、針、糸、重り（釣りに使う）などを有していた人間の利用するところとなり、この河川周辺の水辺を中心とする生活様式は、よく見られた狩猟民族よりもずっと大きな共同体を担った。これらの変化に加えて、液体の貯蔵と加熱の両方が可能な陶器が北アフリカで開発されると、採集した穀類を加熱して作ったスープ、魚のシチュー、お粥が登場した。
北東アフリカや近東に住んでいたと思われる新石器時代の農耕民族は、–13910 * Tを含むラクターゼ活性持続性変異体の発生源であり、その後、人々の移住に取って代わられた可能性がある。サブサハラの西アフリカのフラニ族、北アフリカのトゥアレグ族、およびこれらの子孫にあたるヨーロッパの農耕民も、同様の変異体を有している。フラニ族とトゥアレグ族に共通しているが、トゥアレグ族の変異体と比較して、フラニ族の–13910*Tの変異体はより長い期間、ハプロタイプ分化を受けている。この変異体は、牛の牧畜とともに、紀元前8500年ごろ（より具体的には紀元前9686年から同7534年の間）に広まった可能性がある。このことを裏付けるかの如く、遅くとも紀元前7500年前までには、中央サハラで遊牧民が搾乳を行っていた証拠が見つかっている。この時代の水辺での生活様式に関する古典的な記述は第二次世界大戦中にイギリスの考古学者アンソニー・アーケルによってスーダン（当時英埃領スーダン）で敢行された調査によるもので、報告書には現在の洪水位12フィート（3.7メートル）ほど高い青ナイル川の中洲に、石器時代後期の集落があったと記されている。種子のある草原を広範囲に渡って必要とするアンテロープの骨が土器から最も多く見つかったという事実が示している通り、この集落は明らかに現在の砂漠地域ではなくサバンナ地帯であったが、当時の人々は主に魚を食べて生活していたと考えられている。アーケルは当時の降雨量は現在の少なくとも3倍であったと結論付けている。骨格の残骸に由来する身体的特徴は、これらの人々がヌエル族やディンカ族などの現代のナイロート族と関係があることが示唆された。その後、放射性炭素年代測定により、アーケルの遺跡は紀元前7000年から紀元前5000年の間であると確定された。 
また1960年代、考古学者のガブリエル・キャンプスは、アルジェリア南部にある紀元前6700年頃の狩猟・漁労で生活をしていた集落の遺跡を調査した。住民は、地中海系というよりはむしろアフリカ系黒人で、穀物を採集するのではなく、意図的に栽培していた形跡があるという。ニジェール北東部のテネレ砂漠にある[mゴベロと呼ばれる場所では、2000年に人間の遺体が考古学者によって発見された。 ゴベロでの遺体は、現在キフィアン（前7700 - 6200年）とテネリアン（前5200 - 2500年）と呼ばれる時代の人類の居住と埋葬の記録として、他に類を見ない保存状態の良さを誇っている。点線つき波線土器や漁業文化もトゥルカナ湖周辺で発見されている。紀元前3000年頃までには、トゥルカナ盆地には銛や点線つき波線土器を使う者はいなかったようだが、完新世後期にかけては漁業が食生活の重要な部分を占めた。

## 青銅器時代・鉄器時代

### エジプト
エジプトの青銅器時代の始まりは、紀元前3200年ごろのナカダ文化の直後の先王朝時代頃である。青銅器時代は、古王国、中王国、新王国に対応し、鉄器時代は、第3中間期に相当する。

### マグリブ
マグリブは紀元前6〜5千年紀に中石器時代から新石器時代に移行し、紀元前2千年紀には新石器時代と銅器時代および青銅器時代の中間期に入ったが、銅器時代と青銅器時代には移行することなく、新石器時代との中間的な段階にとどまっている。この後、鉄の加工を行うフェニキア人の沿岸部の植民地化と内陸部との交易により、マグリブはこの中間段階から鉄器時代に急速に移行することになった。